# Paralympische Zomerspelen 1960
De Ie Paralympische Spelen werden in 1960 gehouden in Rome, Italië. De Spelen gingen een week na de sluiting van de Olympische Zomerspelen, ook in Rome, van start en duurden een week.

## Medaillespiegel
Het IPC stelt officieel geen medaillespiegel op, maar geeft desondanks een medailletabel ter informatie. In de spiegel wordt eerst gekeken naar het aantal gouden medailles, vervolgens de zilveren medailles en tot slot de bronzen medailles.
De onderstaande tabel geeft de top-10, aangevuld met België. In de tabel heeft het gastland een blauwe achtergrond.
| Plaats | Land                     | NPC | Goud | Zilver | Brons | Totaal |
| 1      | Italië                   | ITA | 29   | 28     | 23    | 80     |
| 2      | Groot-Brittannië         | GBR | 20   | 15     | 20    | 55     |
| 3      | Bondsrepubliek Duitsland | FRG | 15   | 6      | 9     | 30     |
| 4      | Oostenrijk               | AUT | 11   | 8      | 11    | 30     |
| 5      | Verenigde Staten         | USA | 11   | 7      | 7     | 25     |
| 6      | Noorwegen                | NOR | 9    | 3      | 4     | 16     |
| 7      | Australië                | AUS | 3    | 6      | 1     | 10     |
| 8      | Nederland                | NED | 3    | 6      | 0     | 9      |
| 9      | Frankrijk                | FRA | 3    | 3      | 1     | 7      |
| 10     | Argentinië               | ARG | 2    | 3      | 1     | 6      |
|        |                          |     |      |        |       |        |
| 14     | België                   | BEL | 1    | 1      | 1     | 3      |

## Nederlandse medailles

### Goud
- Arriens-Kappens (3 keer) - Zwemmen

### Zilver
- D. Kruidenier (2 keer) - Atletiek
- Nederlands Zwemteam
- E. Gaarlandt - Zwemmen
- J. Jacobs - Tafeltennis
- Van Aart - Tafeltennis
- Nederlands Rolstoelbasketbal team

## Belgische medailles

### Goud
- Y. Alloo - Tafeltennis

### Zilver
- Marc de Vos - Boogschieten

### Brons
- van Puymbroeck - Boogschieten

## Deelnemende landen
Sommige bronnen spreken van 23 deelnemende landen. De IPC geeft aan dat de volgende 17 Nationaal Paralympisch Comités tijdens de Spelen door een of meerdere sporters werden vertegenwoordigd:
Vijf van de andere zes NCP's zouden Canada, Griekenland, Joegoslavië, Libanon en Zweden zijn geweest.